# Lage (Nedersaksen)
Lage (Nedersaksisch: Laoge) is een gemeente aan de Dinkel in het landkreis Graafschap Bentheim in de Duitse deelstaat Nedersaksen. De plaats telt 1.022 inwoners. Lage maakt deel uit van de samtgemeinde Neuenhaus.
Bijzondere bezienswaardigheden van de plaats zijn de kerk (uit 1687), watermolen (gebouwd in 1270), de ruïne van Huis ter Lage (in 1183 vernoemd, tussen 1324 en 1326 voor de eerste maal vernield en in 1626 voor de tweede maal tijdens het beleg van Oldenzaal dat jaar, het herenhuis (uit 1686) met de historische Eichenallee waar de huizen van het personeel staan.
De officiële gemeentenaam Herrlichkeit Lage verwijst naar de tijd tussen het einde van de Dertigjarige Oorlog en 1803, toen de gemeente een eigen staatje was, met een zogenaamde hoge justitie (het bestraffen van misdrijven) en lage justitie (het bestraffen van overtredingen).
De grootste vereniging is de sportvereniging Rot-Weiß Lage 29 e.V. (waarvan ongeveer 70% van het dorp lid is).

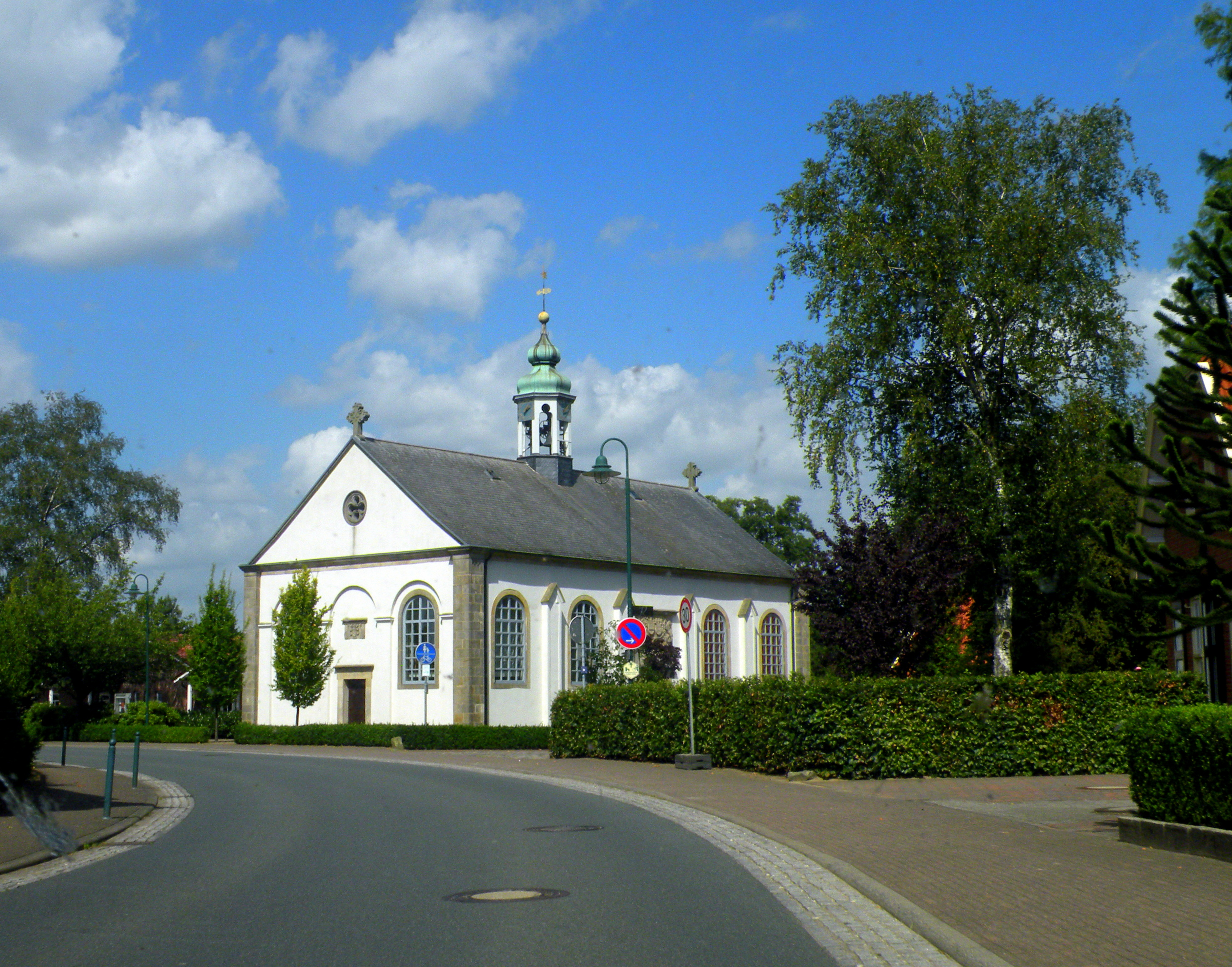
Kerk